# Bittacus indicus
Bittacus indicus är en näbbsländeart som beskrevs av Walker 1853. Bittacus indicus ingår i släktet Bittacus och familjen styltsländor. Inga underarter finns listade i Catalogue of Life.